# Football aux Jeux olympiques d'été de 2008
Navigation
Athènes 2004 Londres 2012
Les compétitions de football des Jeux olympiques d'été de 2008 organisés à  Pékin (Chine) se déroulent dans cinq villes chinoises du 6 au 23 août 2008.
La finale hommes se joue au Stade national de Pékin, tandis que la finale femmes au Stade des ouvriers. Le tournoi masculin est réservé aux équipes nationales espoirs (jusqu'à 23 ans). Dans chaque équipe, au maximum trois joueurs de plus de 23 ans sont autorisés à prendre part à la compétition.
Pour ces jeux, les hommes sont en compétition dans un tournoi de 16 équipes, et les femmes dans un tournoi de 12 équipes. La compétition débute le 6 août, soit deux jours avant la cérémonie d'ouverture.

## Réglementations
Pour la compétition masculine, chaque équipe dispose de dix-huit joueurs sélectionnés, dont pas plus de trois nés avant le 1er janvier 1985.

## Stades
Six stades ont été retenus pour les compétitions.
L'équipe masculine de Chine joue à Shenyang (7 et 10 août) et Qinhuangdao (13 août). L'équipe féminine de Chine joue à Tianjin (6 et 9 août) et Qinhuangdao (11 août).
| Pékin | Shanghai          | Pékin                |
| --- | ----------------- | -------------------- |
| Stade national de Pékin | Stade de Shanghai | Stade des ouvriers   |
| 91 000 places | 80 000 places     | 70 161 places        |
| Stade naitonal de Pékin | Stade de Shanghai | Stade des ouvriers   |
| \| Stade national de Pékin Stade de Shanghai Stade des ouvriers Centre olympique de Tianjin Stade de Shenyang Stade de Qinhuangdao \| |                   |                      |
| Tianjin | Shenyang          | Qinhuangdao          |
| Centre olympique de Tianjin | Stade de Shenyang | Stade de Qinhuangdao |
| 60 000 places | 60 000 places     | 40 000 places        |
| Centre olympique de Tianjin | Stade de Shenyang |                      |
| Stade national de Pékin Stade de Shanghai Stade des ouvriers Centre olympique de Tianjin Stade de Shenyang Stade de Qinhuangdao       |                   |                      |

Le Stade national de Pékin accueille la finale masculine de la compétition, tandis que le Stade des ouvriers accueille la finale féminine de la compétition.

## Tournoi masculin
| Groupe A                                         | Groupe B                                  | Groupe C                                       | Groupe D                                      |
| ------------------------------------------------ | ----------------------------------------- | ---------------------------------------------- | --------------------------------------------- |
| - Australie - Serbie - Côte d'Ivoire - Argentine | - Japon - États-Unis - Pays-Bas - Nigeria | - Brésil - Belgique - Chine - Nouvelle-Zélande | - Honduras - Italie - Corée du Sud - Cameroun |

### Tableau final

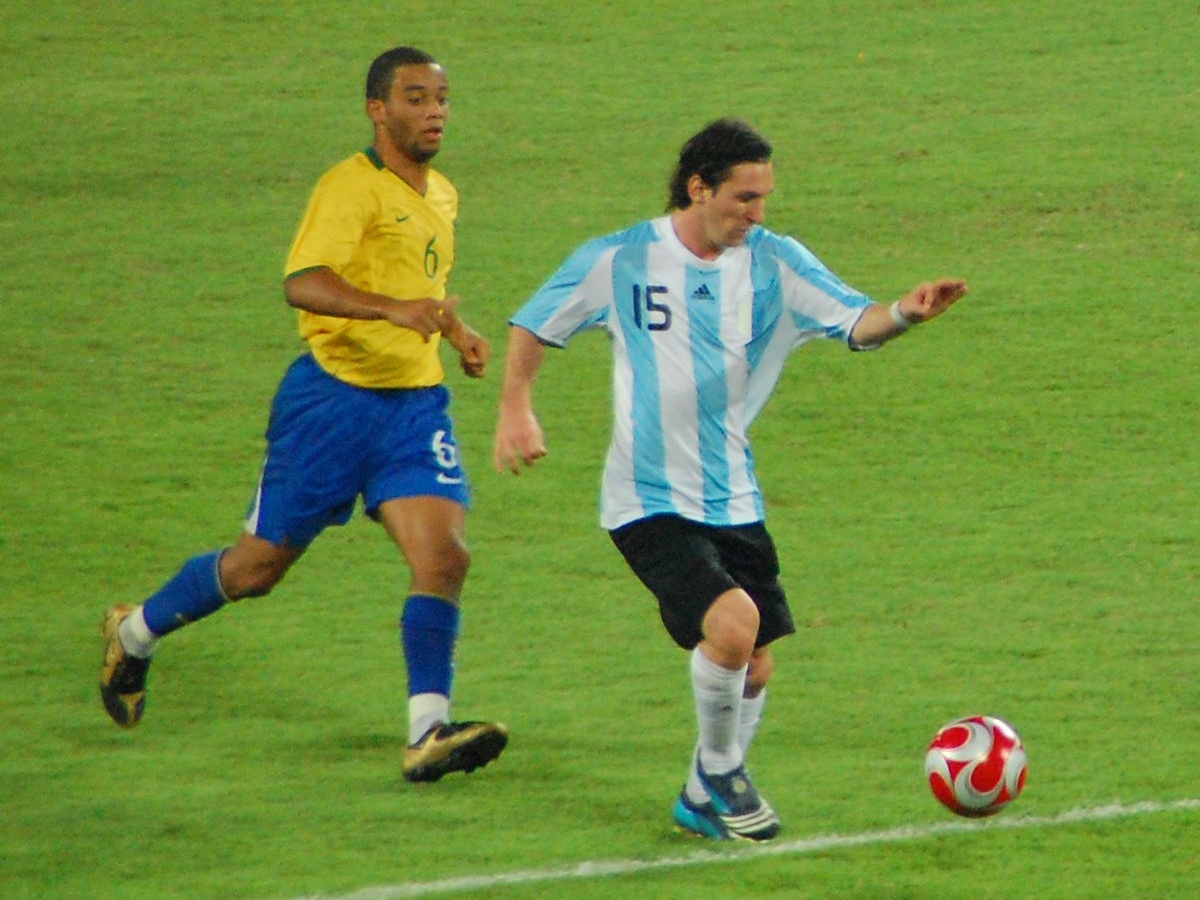
Lionel Messi lors de la demi-finale contre le Brésil.

|  | Quarts de finale           | Quarts de finale           |                         |                         | Demi-finales            | Demi-finales            |   |  | Finale               | Finale               |
|  | Quarts de finale           | Quarts de finale           |                         |                         | Demi-finales            | Demi-finales            |   |  | Finale               | Finale               |
|  |                            |                            |                         |                         |                         |                         |   |  |                      |                      |
|  | 16 août 2008 - Qinhuangdao | 16 août 2008 - Qinhuangdao |                         |                         | 19 août 2008 - Shanghai | 19 août 2008 - Shanghai |   |  | 23 août 2008 - Pékin | 23 août 2008 - Pékin |
|  | 16 août 2008 - Qinhuangdao | 16 août 2008 - Qinhuangdao |                         |                         | 19 août 2008 - Shanghai | 19 août 2008 - Shanghai |   |  | 23 août 2008 - Pékin | 23 août 2008 - Pékin |
|  | Nigeria                    | 2                          |                         |                         | 19 août 2008 - Shanghai | 19 août 2008 - Shanghai |   |  | 23 août 2008 - Pékin | 23 août 2008 - Pékin |
|  | Nigeria                    | 2                          |                         |                         | 19 août 2008 - Shanghai | 19 août 2008 - Shanghai |   |  | 23 août 2008 - Pékin | 23 août 2008 - Pékin |
|  | Côte d'Ivoire              | 0                          |                         |                         | 19 août 2008 - Shanghai | 19 août 2008 - Shanghai |   |  | 23 août 2008 - Pékin | 23 août 2008 - Pékin |
|  | Côte d'Ivoire              | 0                          | Nigeria                 | 4                       |                         |                         |   |  | 23 août 2008 - Pékin | 23 août 2008 - Pékin |
|  | 16 août 2008 - Pékin       |                            | Nigeria                 | 4                       |                         |                         |   |  | 23 août 2008 - Pékin | 23 août 2008 - Pékin |
|  |                            | Belgique                   | 1                       |                         |                         |                         |   |  | 23 août 2008 - Pékin | 23 août 2008 - Pékin |
|  | Italie                     | Belgique                   | 1                       | 2                       |                         |                         |   |  | 23 août 2008 - Pékin | 23 août 2008 - Pékin |
|  | Italie                     |                            |                         | 2                       |                         |                         |   |  | 23 août 2008 - Pékin | 23 août 2008 - Pékin |
|  | Belgique                   | 3                          |                         |                         |                         |                         |   |  | 23 août 2008 - Pékin | 23 août 2008 - Pékin |
|  | Belgique                   | 3                          | Nigeria                 | 0                       |                         |                         |   |  |                      |                      |
|  | 16 août 2008 - Shanghai    |                            | Nigeria                 | 0                       |                         |                         |   |  |                      |                      |
|  |                            | Argentine                  | 1                       |                         |                         |                         |   |  |                      |                      |
|  | Argentine                  | Argentine                  | 1                       | 2 ap                    |                         |                         |   |  |                      |                      |
|  | Argentine                  | 19 août 2008 - Pékin       |                         | 2 ap                    |                         |                         |   |  |                      |                      |
|  | Pays-Bas                   | 1                          |                         |                         |                         |                         |   |  |                      |                      |
|  | Pays-Bas                   | 1                          | Argentine               | 3                       |                         |                         |   |  |                      |                      |
|  | 16 août 2008 - Shenyang    | 16 août 2008 - Shenyang    | Argentine               | 3                       | Match pour la 3e place  | Match pour la 3e place  |   |  |                      |                      |
|  | 16 août 2008 - Shenyang    | 16 août 2008 - Shenyang    |                         | Brésil                  | Match pour la 3e place  | Match pour la 3e place  | 0 |  |                      |                      |
|  | Brésil                     | 2 ap                       | 22 août 2008 - Shanghai | 22 août 2008 - Shanghai |                         |                         | 0 |  |                      |                      |
|  | Brésil                     | 2 ap                       | 22 août 2008 - Shanghai | 22 août 2008 - Shanghai |                         |                         |   |  |                      |                      |
|  | Cameroun                   | 0                          |                         | Belgique                | 0                       |                         |   |  |                      |                      |
|  | Cameroun                   | 0                          |                         | Belgique                | 0                       |                         |   |  |                      |                      |
|  |                            |                            |                         |                         |                         |                         |   |  | Brésil               | 3                    |
|  |                            |                            |                         |                         |                         |                         |   |  | Brésil               | 3                    |

## Tournoi féminin
| Groupe E                             | Groupe F                                       | Groupe G                                          |
| ------------------------------------ | ---------------------------------------------- | ------------------------------------------------- |
| - Chine - Suède - Argentine - Canada | - Corée du Nord - Nigeria - Allemagne - Brésil | - Norvège - États-Unis - Japon - Nouvelle-Zélande |

### Tableau final
|  | Quarts de finale     | Quarts de finale     |                |                | Demi-finales           | Demi-finales           |   |  | Finale         | Finale         |
|  | Quarts de finale     | Quarts de finale     |                |                | Demi-finales           | Demi-finales           |   |  | Finale         | Finale         |
|  |                      |                      |                |                |                        |                        |   |  |                |                |
|  | 15 août, Tianjin     | 15 août, Tianjin     |                |                | 18 août, Shanghai      | 18 août, Shanghai      |   |  | 21 août, Pékin | 21 août, Pékin |
|  | 15 août, Tianjin     | 15 août, Tianjin     |                |                | 18 août, Shanghai      | 18 août, Shanghai      |   |  | 21 août, Pékin | 21 août, Pékin |
|  | Brésil               | 2                    |                |                | 18 août, Shanghai      | 18 août, Shanghai      |   |  | 21 août, Pékin | 21 août, Pékin |
|  | Brésil               | 2                    |                |                | 18 août, Shanghai      | 18 août, Shanghai      |   |  | 21 août, Pékin | 21 août, Pékin |
|  | Norvège              | 1                    |                |                | 18 août, Shanghai      | 18 août, Shanghai      |   |  | 21 août, Pékin | 21 août, Pékin |
|  | Norvège              | 1                    | Brésil         | 4              |                        |                        |   |  | 21 août, Pékin | 21 août, Pékin |
|  | 15 août, Shenyang    |                      | Brésil         | 4              |                        |                        |   |  | 21 août, Pékin | 21 août, Pékin |
|  |                      | Allemagne            | 1              |                |                        |                        |   |  | 21 août, Pékin | 21 août, Pékin |
|  | Suède                | Allemagne            | 1              | 0              |                        |                        |   |  | 21 août, Pékin | 21 août, Pékin |
|  | Suède                |                      |                | 0              |                        |                        |   |  | 21 août, Pékin | 21 août, Pékin |
|  | Allemagne            | 2 ap                 |                |                |                        |                        |   |  | 21 août, Pékin | 21 août, Pékin |
|  | Allemagne            | 2 ap                 | Brésil         | 0              |                        |                        |   |  |                |                |
|  | 15 août, Shanghai    |                      | Brésil         | 0              |                        |                        |   |  |                |                |
|  |                      | États-Unis           | 1 ap           |                |                        |                        |   |  |                |                |
|  | Chine                | États-Unis           | 1 ap           | 0              |                        |                        |   |  |                |                |
|  | Chine                | 18 août, Pékin       |                | 0              |                        |                        |   |  |                |                |
|  | Japon                | 2                    |                |                |                        |                        |   |  |                |                |
|  | Japon                | 2                    | Japon          | 2              |                        |                        |   |  |                |                |
|  | 15 août, Qinhuangdao | 15 août, Qinhuangdao | Japon          | 2              | Match pour la 3e place | Match pour la 3e place |   |  |                |                |
|  | 15 août, Qinhuangdao | 15 août, Qinhuangdao |                | États-Unis     | Match pour la 3e place | Match pour la 3e place | 4 |  |                |                |
|  | États-Unis           | 2 ap                 | 21 août, Pékin | 21 août, Pékin |                        |                        | 4 |  |                |                |
|  | États-Unis           | 2 ap                 | 21 août, Pékin | 21 août, Pékin |                        |                        |   |  |                |                |
|  | Canada               | 1                    |                | Allemagne      | 2                      |                        |   |  |                |                |
|  | Canada               | 1                    |                | Allemagne      | 2                      |                        |   |  |                |                |
|  |                      |                      |                |                |                        |                        |   |  | Japon          | 0              |
|  |                      |                      |                |                |                        |                        |   |  | Japon          | 0              |

## Tableau des médailles
| Rang | Nation     | Or | Argent | Bronze | Total |
| ---- | ---------- | -- | ------ | ------ | ----- |
| 1    | États-Unis | 1  | 0      | 0      | 1     |
| -    | Argentine  | 1  | 0      | 0      | 1     |
| 2    | Brésil     | 0  | 1      | 1      | 2     |
| 3    | Nigeria    | 0  | 1      | 0      | 1     |
| 4    | Allemagne  | 0  | 0      | 1      | 1     |